# Supervolcán (docudrama)
Supervolcán (título original: Supervolcano) es una película de catástrofes, coproducida entre Reino Unido y Canadá y dirigida por Tony Mitchell en 2004. Su estreno se pospuso un año debido al terremoto del Océano Índico de 2004, ya que estrenarla inmediatamente después de que se hubiera producido podría haber sido tildado de insensible. Es una película situada en el futuro cercano, que trata de la erupción del supervolcán de Yellowstone, recreando la más grande que le conocemos, acaecida hace 2.1 millones de años. Fue emitida en canal Telecinco el 9 de agosto de 2009 a las 18:00.

## Argumento
La película cuenta, de forma retrospectiva, cómo hizo erupción el supervolcán de Yellowstone cinco años antes.
Los geólogos del Servicio Geológico de Estados Unidos mantienen bajo vigilancia el supervolcán que hay debajo del parque nacional de Yellowstone. Es el más peligroso del planeta. Un nuevo software debe ayudar a interpretar los datos y proyectar lo que sucederá dentro de la cámara magmática. Como la de este supervolcán es miles de veces mayor que la del Monte Santa Helena durante su estallido en 1980, los geólogos están seguros de que una erupción tendría consecuencias devastadoras.
Un terremoto acompañado por una ola de tsunami apunta a un aumento de la actividad del supervolcán, pero el Dr. Rick Liebermann, jefe de geología del parque, no quiere dar ninguna información precipitada ante los medios de comunicación para evitar que cunda el pánico entre la población.
El aumento de los terremotos y otros escenarios sugieren que la erupción del Yellowstone podría ser inminente. Wendy Reiss, la jefa de la FEMA, se informa personalmente sobre las medidas de evacuación que serían necesarias en caso de una erupción, y el Dr. Lieberman también le hace entender que una erupción de semejante magnitud afectaría a todos los Estados Unidos en mayor o menor grado. Rick Liebermann sigue yendo con mucho cuidado cuando habla ante la prensa, pero obtiene de sus investigaciones mejoradas el dato de que incluso una erupción relativamente pequeña podría desestabilizar la cámara magmática, lo que daría lugar a una supererupción. Por ello, como precaución por los recientes acontecimientos, envía a Londres a su familia.
La gente recibe información filtrada y empieza a haber pánico. Los políticos en Washington ponen por ello bajo presión a Rick Lieberman, con lo que se ve obligado a minimizar el impacto de una posible erupción en una declaración pública. De regreso a Yellowstone para continuar con su trabajo, el volcán entra en erupción. Las consecuencias son devastadoras porque, como había temido Lieberman, la erupción se convierte en una supererupción.
La segunda mitad de la película se centra principalmente en las consecuencias de la erupción, en particular, sobre el peligro de la ceniza volcánica descargada y las medidas de emergencia, que son llevadas a cabo por la líder de la FEMA, Wendy Reiss, desde Washington.
Rick Liebermann, obligado a resistir la lluvia de ceniza volcánica en una base militar, confirma desde allí a Wendy la erupción del supervolcán y sugiere que la gente, una vez finalizada la lluvia de ceniza, salga de sus refugios para luchar por su vida y que el gobierno envíe por aire suministros para apoyar el "paseo a la vida" y que además se les muestre una ruta de salida de las zonas de peligro para sobrevivir a la catástrofe, ya que esa es la única manera de salvarlos del derrumbe de las infraestructuras que tendrá lugar en todo el país a causa de la ceniza.
La erupción se vuelve tan grande como la de Huckleberry Ridge de hace 2,1 millones de años, aunque podría haber sido hasta diez veces mayor debido a la magnitud de la cámara de magma debajo de Yellowstone. Todo Estados Unidos está cubierto en mayor o menor medida de cenizas por ello. Ciudades enteras están destruidas y abandonadas por la erupción. Muchos millones han muerto, pero millones también pudieron salvarse gracias a la operación sugerida por Lieberman, entre ellos el mismo Lieberman. Una edad glaciar ha empezado a extenderse por todo el planeta, porque las temperaturas han bajado mucho a causa de la ceniza y el sulfato de dióxido que han sido arrojados a la atmósfera del planeta a causa de la erupción (invierno volcánico), lo que ha causado todavía más desastres ecológicos y humanitarios.
Cinco años después Lieberman regresa a la base militar de entonces, ahora abandonada, y a Yellowstone para enfrentarse a lo que ocurrió entonces una última vez. Todo está cubierto de nieve y de hielo y Lieberman pronostica, que, aunque las cosas vayan a mejorar como siempre ocurrió después de una supererupción en el pasado, Yellowstone volverá a hacer erupción otra vez, aunque en un futuro muy lejano.

## Reparto
- Michael Riley como Rick Lieberman.
- Gary Lewis como Jockey Galvin.
- Shaun Johnston como Matt.
- Adrian Holmes como Dave.
- Jennifer Copping como Nancy.
- Rebecca Jenkins como Wendy Reiss.
- Tom McBeath como Michael Eldridge.
- Robert Wisden como Kenneth Wylie.
- Susan Duerden como Fiona Lieberman.
- Emy Aneke como Johnson.
- Jane McLean como Maggie Chin.
- Garwin Sanford como Bob Mann.
- Sam Charles como William Lieberman.
- Kevin McNulty como Joe Foster.
- Shelagh Mitchell como la madre de Fiona.
- Leslie Reyes como Rachel

## Premios
- 2005: Nominación a prermio Emmy a efectos visuales
- 2005: Nominación a premio OFTA
- 2006: Nominación a premio BAFTA a mejores efectos visuales[3]